# Rózsaszállás
Rózsaszállás (1899-ig Rózsa-Lehota, szlovákul: Ružiná) község Szlovákiában, a Besztercebányai kerületben, a Losonci járásban.

## Fekvése
Losonctól 16 km-re, északnyugatra található.

## Története
A település a 14. században keletkezett, 1499-ben "Rosalehota" néven említik először. A divényi váruradalomhoz tartozott. Lakói állattartással, mezőgazdasággal, mészégetéssel foglalkoztak. 1828-ban 55 házában 420 lakos élt. A 19. század végén határában magnezitet találtak. Ettől kezdve lakóinak egy része bányász lett. A bányászat az 1950-es években szűnt meg.
Fényes Elek szerint "Rózsa-Lehota, tótul Ruzsina, tót falu, Nógrád vmegyében, Divényhez 1/2 órányira: ut. post. Losoncz. – Határa 2109 hold, mellyből belsőség 39 h., szántóföld 617 h., rét 253 h., erdő 1200 hold. Ebből ismét urbéri beltelek 28, szántó 552, rét 138 hold; majorsági belsőség 11, szántó 65, rét 115, erdő 1200 hold. Földe dombokon s hegyeken, rétjei völgyben, bikkes és tölgyes erdeje kősziklás hegyeken fekszik. A föld agyagos és köves; müvelés mellett terem kevés tiszta buzát, több rozsot, árpát, zabot, és burgonyát. A lakosok nyáron át sok juhot tartanak, és erősen fuvaroznak mindenfelé, s azért vagyonosok. – Lakja 501 lélek, kik közt 498 kath., 3 evang., a kath. a divényi anyaegyházhoz tartozván. Van itt 4 hegyi patak, s a helység nyugoti oldalán egy hegyláncz, mellyben nevezetes mészbányák találtatnak, honnan legjobb igen fejér, erős és tiszta mész nagy mennyiségben égettetik. Mostani földesura a helységnek gróf Zichy József."
Nógrád vármegye monográfiája szerint "Rózsaszállás. (Azelőtt Rózsa-Lehota.) A budapest–ruttkai vasútvonal közelében fekvő kisközség. Házainak száma 72, lakosaié 487, a kik tótajkúak, róm. kath, vallásúak. Postája Divény, távírója és vasútállomása Lónyabánya. E község már a középkorban szerepel. Az 1548. évi adóösszeírás szerint a Lossonczy család birtokában találjuk. Az 1562–63. évi török kincstári adólajstromokban a szécsényi szandzsák községei között van felsorolva, 12 adóköteles házzal. 1598-ban Forgách Zsigmond volt a földesura. 1715-ben két magyar és 10 tót, 1720-ban 2 magyar és 14 tót háztartását írták össze. 1770-ben gróf Forgách János, 1826-ban gróf Zichy Károly volt az ura. Ő építtette azt a kúriát is, mely jelenleg Forgách Jánosé, a ki most a helység legnagyobb birtokosa. A róm. kath. templom 1755-ben épült, de 1860-ban megújították. A község határában mészkő-, márvány- és elsőrendű magnezitkőbányák vannak."
A trianoni békeszerződésig Nógrád vármegye Gácsi járásához tartozott.

## Népessége
| Év:            | 1994. | 2004.   | 2014.   | 2024.   |
| -------------- | ----- | ------- | ------- | ------- |
| Emberek száma: | 834   | 856     | 865     | 828     |
| Eltérés:       |       | +2,63 % | +1,05 % | -4,27 % |

| Év:            | 2023. | 2024.   |
| -------------- | ----- | ------- |
| Emberek száma: | 836   | 828     |
| Eltérés:       |       | -0,95 % |

1910-ben 546, túlnyomórészt szlovákok lakták.
2001-ben 857 lakosából 852 szlovák volt.
2011-ben 870 lakosából 795 szlovák.

## Nevezetességei

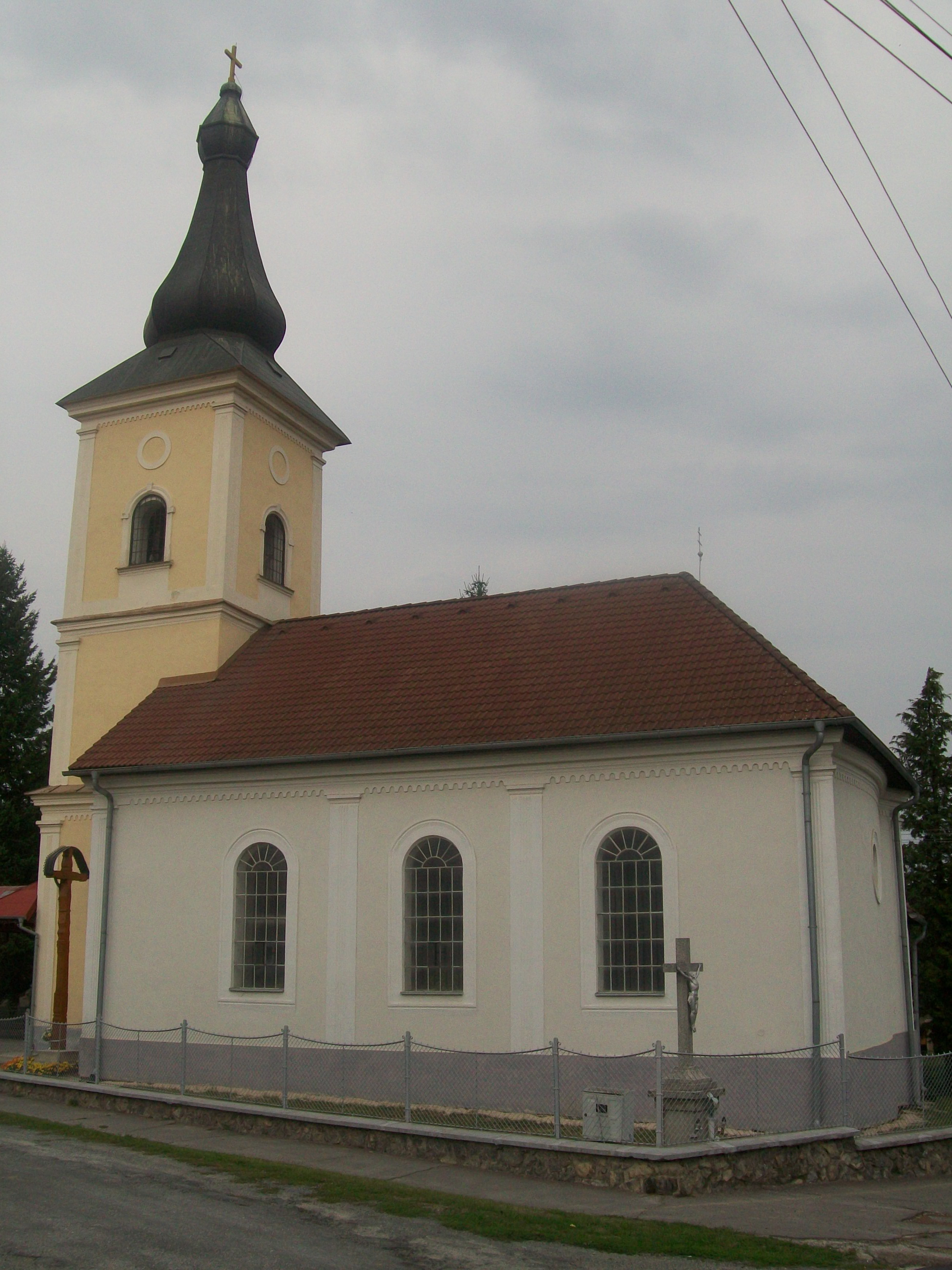

- Római katolikus temploma 1755-ben épült barokk stílusban.

## Külső hivatkozások
- E-obce.sk Archiválva 2008. február 7-i dátummal a Wayback Machine-ben
- Obce info.sk
- Rózsaszállás Szlovákia térképén